# Cleanth Brooks
Cleanth Brooks (16. října 1906 – 10. května 1994) byl americký literární teoretik a kritik, představitel tzv. New criticism, tedy hnutí, které prosazovalo tzv. "uzavřené čtení" literárního textu (odhlížející od historických souvislostí či psychologie autora).
Jeho hlavní oblastí zájmu byla poezie, byl zastáncem teze, že klíčem k pochopení poezie je paradox a ambivalence. Specializoval se též na literaturu amerického jihu, spoluzaložil dokonce časopis, který se jí věnuje: The Southern Review (roku 1935). K jeho nejvlivnějším pracím patří Understanding Poetry z roku 1938, o rok mladší práce Modern Poetry and the Tradition a The Well Wrought Urn: Studies in the Structure of Poetry z roku 1947. V letech 1964-1966 byl americkým kulturním atašé na velvyslanectví v Londýně.